# معمای هویدا
ابوالهول ایرانی: «امیرعباس هویدا و معمای انقلاب ایران» (به انگلیسی: The Persian Sphinx: Amir Abbas Hoveyda and the Riddle of the Iranian Revolution) که در ایران به معمای هویدا معروف است، نام کتابی از عباس میلانی است که عبدالرضا (هوشنگ) مهدوی به فارسی برگردانده است.
این کتاب در سال ۲۰۰۰ میلادی در واشینگتن چاپ شد و در سال ۱۳۸۰ به فارسی برگردانده شد و نشر پیکان چاپ دوم آن را در ۵۰۰۰ نسخه و در قطع وزیری کوچک با جلد شومیز منتشر کرده‌است.
همچنین این کتاب با نثر فارسیِ نویسنده با نام «معمای هویدا» در سال ۱۳۸۱ در انتشارات آتیه چاپ شد و رادیو آلمان آن را به عنوان کتاب سال انتخاب کرد.

## موضوع
کتاب، هرچند به صورت داستانگونه نوشته شده‌است ولی در حقیقت شرح زندگی امیرعباس هویدا نخست‌وزیر با سابقه محمدرضا پهلوی است و شرح حال وی را از بدو تولد تا لحظه مرگ توضیح می‌دهد.

## ترجمه فارسی در ایران
عباس میلانی می گوید که ترجمه فارسی کتابش (که در ابتدا به زبان انگلیسی چاپ شده بود) روایت غیر قانونی‌است مترجم بدون اجازه، به تصریحی که میلانی گفته بود «خودم دارم کتاب را ترجمه می‌کنم»، گوش نداد و چاپ کرد.

## بخش‌ها
کتاب دارای پیشگفتار و ۱۶ فصل و مراجع و فهرست اعلام است. عناوین فصل‌ها عبارتند از:
1. پل آه‌ها
2. دلتنگی‌های بیروت
3. مسافر پاریس
4. سرزمین عجایب
5. رسوایی پاریس
6. سالهای سرگردانی
7. انقلاب سفید
8. کانون مترقی
9. زمستان نارضایتی
10. یادداشت‌های زمان جنگ
11. سیاست در پمپئی نفتی
12. دره جنّی
13. سقوط پمپئی
14. سپر بلا
15. قاضی شرع
16. زمهریر

## نمونه نوشتار
هویدا اندک زمانی پس از آن که به نخست‌وزیری رسید، شروع به جمع‌آوری پرونده‌ای کاملاً سری کرد که شامل اسناد و مدارکی دربارهٔ فساد مالی مقامات بلندپایه بود. مدارک در پاکت بزرگ ضخیم لاک و مهر شده‌ای در گاوصندوق دفتر هویدا نگهداری می‌شد. هویدا هروقت به مسافرت می‌رفت پاکت را به وجیهه معرفت می‌سپرد… ص ۲۶۱
همین که هویدا نخستین گام را به سوی حیاط برداشت. یک نفر از گروه اسلحه کمری اش را بیرون کشید، گردن هویدا را هدف قرار داد و دو گلوله شلیک کرد. هویدا در اثر اصابت گلوله به زمین افتاد و خون از وی جاری شد… ص ۴۲۸

## نقدها
نقدهای متعددی در داخل و خارج ایران به مطالب این کتاب نوشته شده‌است. این نقدها شامل وقایع نخست‌وزیری و منش هویدا و نیز در نحوه اعدام وی مطرح شده‌است.